# 土拉弗朗西斯菌
土拉弗朗西斯菌简称土拉热菌、土拉病菌，属于弗朗西斯菌属，是一种专性需氧、革兰氏阴性的球杆菌。具多形性，无鞭毛，无运动性，不产生芽孢，可产生荚膜。该菌为兔热病的病原体。
土拉热菌有许多别称，如：土拉熱弗朗西絲菌、土倫病法蘭西斯桿菌、土伦病法兰西斯氏菌等等。
土拉热菌因其最小感染剂量低、毒性强、易发生气溶胶传播，故常用作生物武器。土拉弗朗西斯菌在外界环境中抵抗力较强，可在低温下于动物尸体、土壤和水中存活数週。该菌在实验室培养基上呈短杆状（0.2 x 0.2 µm），最适生长温度为37°C。

## 生化鉴定
土拉热菌为革兰氏染色阴性，表现为两极染色。专性需氧。能乳酸发酵葡萄糖、果糖、甘露醇、甘油、麦芽糖。不产生靛基质。产生硫化氢。不还原硝酸盐为亚硝酸盐。普通培养基上必须添加半胱氨酸才能生长。菌体能溶解于蓖麻酸等羟基酸中。
| 试验           | 结果 |
| -------------- | ---- |
| 革兰氏染色     | −    |
| 亚甲蓝         | +    |
| 运动力（22°C） | −    |
| 氧化酶         | +    |
| 过氧化氢酶     | +    |
| 溶血性         | −    |
| 靛基质         | −    |
| 硫化氢         | −    |
| β-内酰胺酶     | +    |
| 触酶           | −    |
| 葡萄糖         | +    |
| 果糖           | +    |
| 甘露醇         | +    |
| 甘油           | +    |
| 麦芽糖         | +    |
| 硝酸盐还原     | −    |

## 亚种
1911年麦考伊在加利福尼亚州土拉县首次发现兔热病，并于1912年从黄鼠狼体内分离出该病的病原体，命名为“土拉杆菌”（Bacterium tularensis），直至1970年国际系统细菌分类委员会正式定名为土拉弗朗西斯菌（Francisella tularensis）。
土拉热菌在地理上可分型为2个亚种：
- 美洲亚种（F. t. subsp. tularensis；A型菌）主要分布于北美，毒性较强，导致致命的肺部感染[13]。
- 欧洲亚种（F. t. subsp. holarctica；B型菌）主要分布于欧洲和亚洲，毒性较弱，很少致命[14]。

两个地理亚种的免疫原性不同。土拉热菌含有2种主要抗原，即表面抗原和荚膜抗原（Vi抗原）。Vi抗原与毒性和免疫原性有关，丧失Vi抗原的菌株失去毒性和免疫原性。土拉热菌和布鲁氏菌有共同抗原成分。

## 流行病学

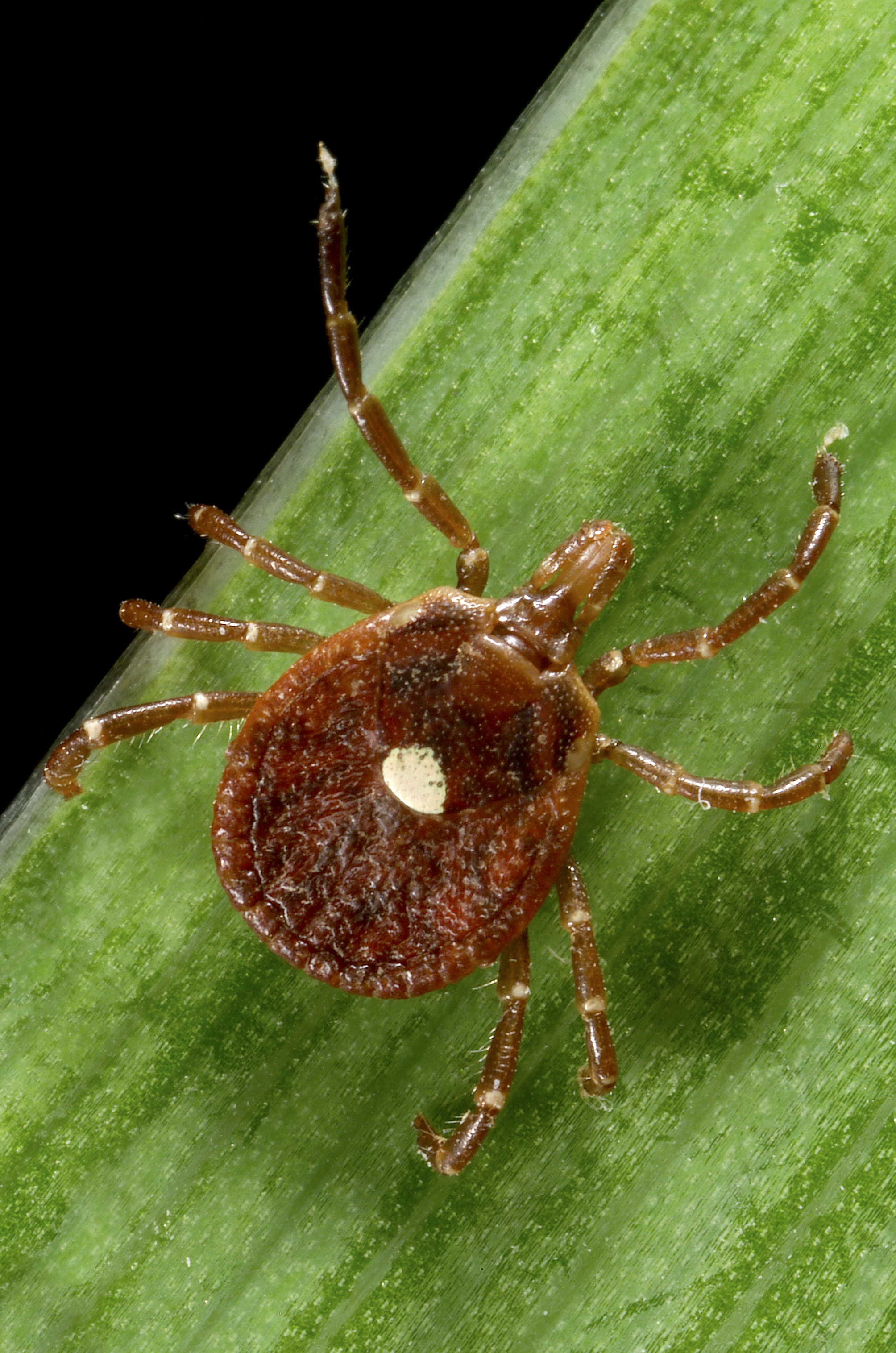
蜱虫是土拉弗朗西斯菌的自然宿主

土拉热菌主要分布在30°N以北。对该菌易感的动物种类很多，包括许多脊椎动物，如哺乳动物、鸟类、鱼类、蛙类和蟾蜍；无脊椎动物，如蜱、蚊、虻、蚤、螨和一些双翅目吸血动物；两栖动物和软体动物等也可感染。
野兔和其他啮齿动物是主要传染源。其他野生动物、家畜和家禽感染后，也能成为传染源。其自然宿主包括蜱虫、蚊子和鹿蝇等。该菌在蜱虫体内可存活数年，且能通过卵传递给下一代。
土拉热菌感染可通过多种途径发生，主要通过吸血节肢动物叮咬而传播，也可经由皮肤和黏膜的伤口而感染。此外，还可通过粪口路径感染、经呼吸道和消化道感染等。
该菌能在宿主体外存活数週，常发现于天然水、土壤和干草堆中。

## 生命週期
土拉弗朗西斯菌（土拉热菌）是一种兼性细胞内寄生菌，其生长与繁殖依靠宿主细胞。土拉热菌可感染大多数种类的细胞，但主要感染巨噬细胞。土拉热菌经由吞噬作用进入巨噬细胞并迅速增殖，最终受感染细胞凋亡并释放子代细菌，引发新一轮感染。

## 诊断、治疗及预防

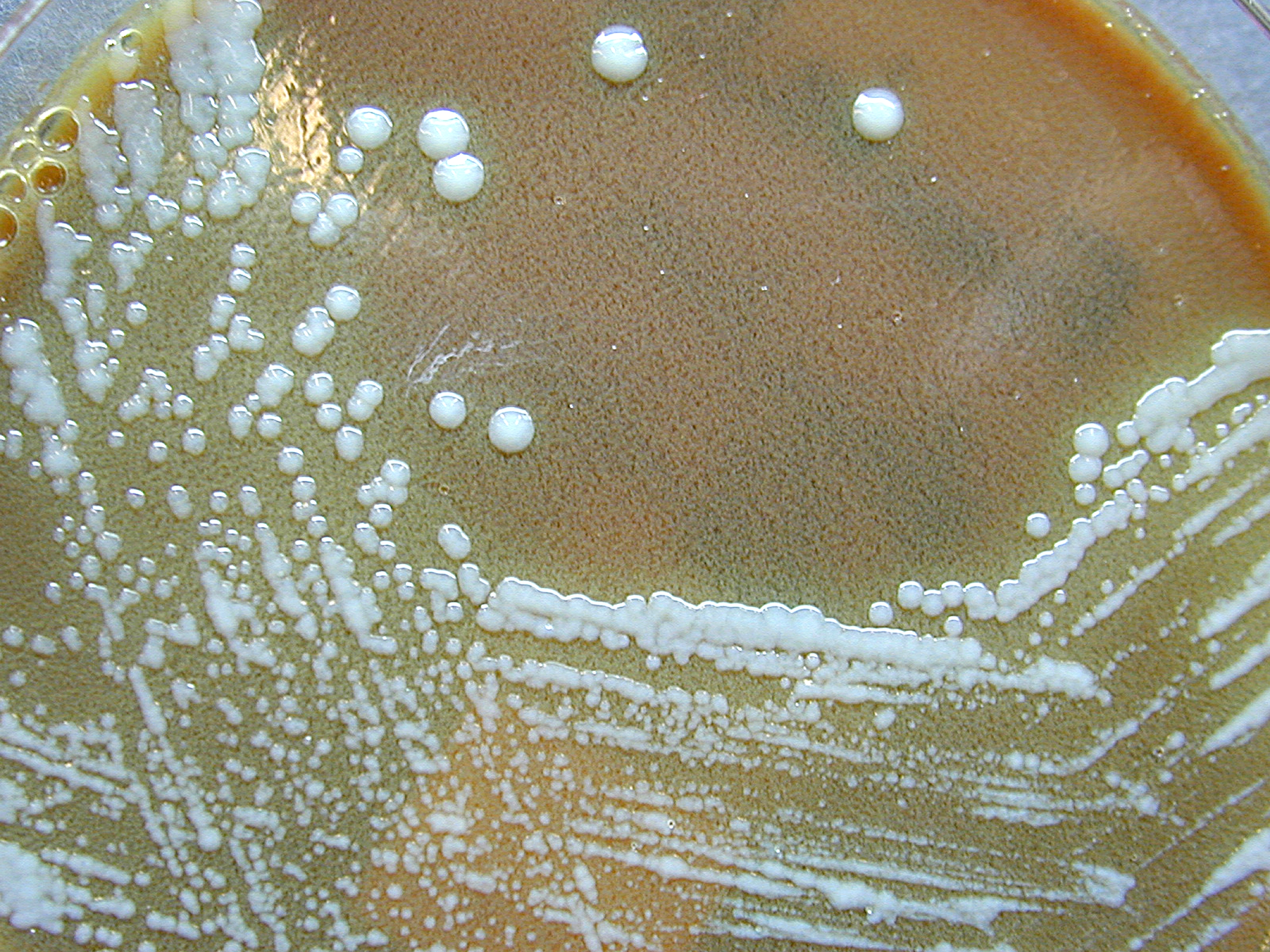
琼脂平板上生长的土拉弗朗西斯菌菌落

### 诊断
通常根据症状和患者病史、医学造影和化验来诊断该病。亦可经由变态反应加以诊断。

### 治疗
土拉弗朗西斯菌对链霉素、四环素和氯霉素等抗生素敏感，也可用土霉素、金霉素、庆大霉素等治疗。此外，根据病情可采用对症治疗。

### 预防
预防措施包括防止蜱虫、鹿蝇和蚊子叮咬；彻底煮熟野味；不饮未经处理的水；避免接触疫源动物；用冻干弱毒菌苗预防接种，可保持免疫力数年。此外，土拉弗朗西斯菌对热和化学药物敏感，一般消毒剂均能很快将其杀死。